# ピット島 (カナダ)

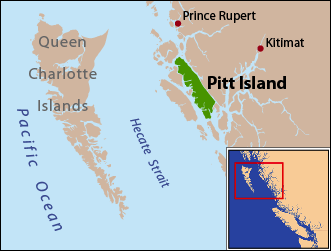
位置

ピット島(ピットとう、Pitt Island)はカナダ、ブリティッシュコロンビア州の島のひとつ。東側はグレンビル海峡を挟んで大陸本土があり、西側はバンクス島やマッコーリー島、北にはポーシャ島がある。バンクス島との間はプリンシペ海峡で隔てられている。
島の主な産業は鉱業（菱苦土鉱や鉄鉱石）や林業。
面積1,368km2、幅8から23kmで、最高地点は962mである。